# HTC Touch Pro2
HTC Touch Pro2 (codinome: HTC Rhodium) é um smartphone de alto nível, parte de uma série de dispositivos da HTC Corporation com Internet e Windows Mobile. Ele possui o gerenciador de interface TouchFLO 3D, um teclado QWERTY deslizável e uma tela rotacionável. Entre suas funcionalidades estão as típicas dum telefone com câmera e de um tocador de multimídia, além de envio e recebimento de mensagens de texto e multimídia. Também oferece serviços para a Internet tais como correio eletrônico, mensageiro instantâneo, navegador e conexão Wi-Fi. Correio de voz visual não é uma da funcionalidades da versão, diferente do predecessor Touch Pro.
Assim como o modelo Touch Diamond2, o Touch Pro2 foi anunciado em 16 de fevereiro de 2009 em Barcelona, Espanha no Mobile World Congress 2009. O produto foi lançado em maio daquele ano.